# Біотрофія
Біотрофія – biotrophy (від грецьк. bios - життя та trophe - харчування) - харчування одних організмів (біотрофів) біомасою інших організмів; спосіб реалізації трофічного ланцюга і біотичних взаємовідносин в біоценозі, що супроводжуються передачею речовини і енергії від продуцентів до консументів і редуцентів.
Ефективність (Е) «роботи» організмів на кожному з цих трофічних рівнів дорівнює 100А2/А1, де А1 – асиміляція на попередньому рівні, А2 – на даному рівні.
Енергетичний баланс біотрофної тварини відповідає формулі Р2 = М3 + Р3 + R, де Р2 – продукція фітотрофа або біотрофа (наявна в ній єнергія), спожита на харчування, М3 – не використана організмом її частина (виділена з екскрементами) і мортмаса відмерлих клітин і тканин, Р3 – чиста, або нетто-продукція тварини та R – енергія, затрачена на дихання.
Біотрофія має характер хижацтва, або епізатизму, паразитизму та симбіозу. Порівн. Автотрофія та Сапротрофія.